# Continuum (revista)
Continuum era una revista pseudocientífica británica perteneciente al grupo activista del mismo nombre que negaba la existencia del VIH/SIDA. Trataba temas relacionados con el VIH/SIDA, negacionismo del VIH/SIDA, terapias altenativas, pseudociencias y temas de interés sobre la comunidad LGBT.

## Historia
Fue creada en diciembre de 1992 por Jody Wells (12 de marzo de 1947-26 de agosto de 1995) en Londres, Gran Bretaña. Dejó de editarse en 2001, después de que todos los editores fallecieran de SIDA, dejando deudas por más de 14.000 libras esterlinas.
La revista se publicó en papel hasta 1998, luego volvió a ser publicada en febrero de 2001 en formato digital. Inicialmente era una publicación bimensual, luego comenzó a publicarse por temporadas.
Según la revista:

Continuum comenzó como un boletín de noticias para alentar a los afectados a empoderarse para tomar decisiones sobre su atención y tratamiento. Cuando buscamos más allá, vemos que las anomalías en la visión ortodoxa siguen apareciendo.

Continuum promocionaba la noción de que el SIDA era una conspiración y que no estaba relacionado con el VIH. Wells creía que el miedo al SIDA estaba basado en la homofobia, no en la ciencia.
Continuum decía ser una revista científica para aquellos que plantaban hipótesis alternativas sobre el VIH/SIDA, aunque no tenía revisión por pares y promocionaban y publicitaban terapias altenativas como la urinoterapia. Los negacionistas del VIH/SIDA suelen citar como fuente científica artículos publicados en esta revista.

Continnum es un foro único para aquellos en la comunidad científica, que desafian la ortodoxia y aquellos cuyas vidas han sido de alguna manera afectados por la hipótesis.

En la edición de enero/febrero de 1996 la revista comenzó a ofrecer una recompensa de 1000 libras esterlinas a la primera persona que pudiera encontrar un estudio científico que estableciera el aislamiento del VIH. A pesar de que el mismo había sido aislado en 1983 por Luc Montagnier y Françoise Barré-Sinoussi (por el cual obtuvieron un Premio Nobel), y que luego fue confirmado por Robert Gallo en 1984.
Peter Duesberg trató de reclamar el premio y escribió un artículo para la revista en su edición de julio/agosto de 1996, pero el premio le fue rechazado, ya que debía cumplir con ciertos parámetros propuestos preestablecidos.

## Editores
Jody Wells, fundador y editor, falleció el 26 de agosto de 1996 a los 48 años de neumonía por Pneumocystis jirovecii, una enfermedad relacionada con el SIDA.
Hew Christie Williams quedó a cargo de la edición después del fallecimiento de Jody Wells, y hasta poco antes de su muerte el 17 de agosto de 2001, a la edad de 41 años. por Sarcoma de Kaposi, una enfermedad relacionada con el SIDA.

La última edición de la revista fue editada por Michael Baumgartner, quién actuó como editor solo en esta ocasión a pedido de Hew Christie Williams antes de su muerte, para realizar una última publicación antes del cierre definitivo de la revista.

## Colaboradores
Personas que al menos una vez han sido mencionados bajo algún cargo en la revista. En orden de aparición en las publicaciones.
- Tony Tompsett escribía para la revista[14] desde 1993. Falleció en 1998, a la edad de 39 años, de Sarcoma de Kaposi, Toxoplasmosis, y posiblemente neumonía, enfermedades relacionadas con el SIDA.[11]
- Barry Duke[15]
- Marcel Wiel[15]
- Brian Parry[15]
- Garry French[15]
- Richard Young[15]
- Mary Clements[15]
- Raj Singh[15]
- Lilian Ankunda[15]
- Boo Armstrong[16]
- Mark Cohen[16]
- Rachel Armstrong[17]
- Stuart Bennett[17]
- Giuseppe Paperone[17]
- John Dunphy[18]
- Patrick Brough[18]
- Molly Ratcliffe[14]
- Musimbi Sangale[14]
- Malcom Manning[19]
- Andy Hitchen[19]
- Matthew Probert[6]
- James Whitehead[6]
- Alex Russell[6]
- Nigel Edwards[20]
- Rafael Ramos[20]
- Stefan Lanka[21]
- Chris Baker[22]
- Dmitri Gouskov[23]
- Ian Young[23]
- Ben Kypreos[23]
- Michael Verney-Elliot[24]
- Clair Walton[25]
- Bill Goldberg[26]
- Kevin Corbett[26]
- Martin Walker[26]
- Sara Ayech[2]
- Etienne de Harven[2]
- Claus Kohnlein[2]
- Michael Tracey[2]
- Klazien Matter-Walstra[2]
- Anju Singh[2]
- Alistair McConnachie[2]
- Olivier Clerc[2]

## Asesores
Personas que aparecen explícitamente como asesores en la revista.
- Michael Baumgartner[10]
- Nigel Edwards[10]
- Leon Chaitow[10]
- Peter Duesberg[10]
- Michael Ellner[10]
- Alfred Hässig[10]
- Neville Hodgkinson[10]
- Christine Johnson[10]
- Heinrich Kremer[10]
- Stefan Lanka[10]
- John Lauritsen[10]
- Margaret Turner[10]
- Joan Shenton[10]
- Gordon Stewart[10]
- Michael Verney-Elliot[10]
- Ian Young[10]
- Lluis Botinas[27]
- Volker Glidemeister[27]
- Djamel Tahi[27]
- Felix de Fries[22]
- Celia Farber[22]
- Linda Lazarides[22]
- Kevin Corbett[26]